# ナクバブカ

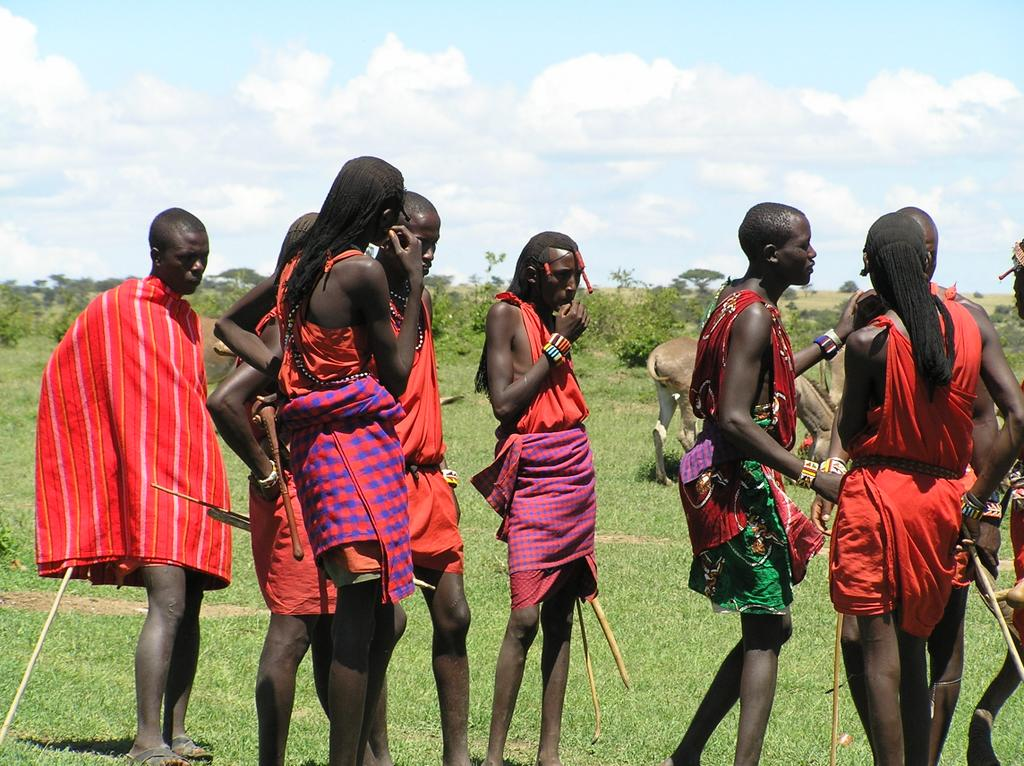
マサイ族の人々。ルングを持っている。

ナクバブカ（Nakbabuka）とは、アフリカ大陸に住むマサイ族に古より伝わる格闘技のことである。マサイ武術とも言える。 
マサイ族の伝統武術は、彼ら特有の遊牧生活の適応からなる伝統武術である。 
彼らは平素はルングという棒切れを持ち歩き、伝説によれば、素手でライオンを叩き捕えることが日常的にあったという。 
主要武器として長槍と刀、棒切れを使用する。
棒は二本の棒を使って戦う。 